# Scoparia biscutella
Scoparia biscutella là một loài bướm đêm trong họ Crambidae.